# Code Aster
Code_Aster es un software para el análisis de elementos finitos y simulación numérica en mecánica estructural y multifísica. Según la clasificación típica de los programas de este tipo, Code_Aster es el solver o motor de procesamiento, sin incluir el pre- o posprocesamiento (mallado del objeto y presentación de la solución).
Su aplicación abarca múltiples disciplinas: análisis tridimensional mecánico y térmico principalmente, hidrodinámica, metalurgia, hidratación, secado... ya sean condiciones estacionarias o transitorias, y tanto en procesos lineales como no lineales. Además, posee herramientas específicas para fatiga, deformación, fractura, contacto, geotecnia, materiales porosos, etc. Además, la combinación de estas características con los diversos programas de pre- y posprocesado le permiten abarcar áreas como acústica, sísmica, energía atómica y otras.
Fue desarrollado por la empresa francesa Électricité de France (EDF), para el estudio y mantenimiento de plantas y redes eléctricas. Fue liberado bajo la GNU General Public License en octubre de 2001. La mayoría de la documentación disponible se encuentra en francés.

## Compatibilidad
Existen varios entornos de preprocesado y posprocesado que son capaces de trabajar con Code_Aster, creando entornos completos:
- Gmsh: herramienta de mallado y visualización 3D (licencia GNU GPL))
- SALOME: herramienta de mallado y visualización 3D (open source, con licencia GNU LGPL)[3]

Otras herramientas que también hacen uso de Code Aster son:
- EFICAS
- HOMARD
- METIS
- MISS3D
- MED (módulo de SALOME)
- GIBI (módulo de Castem)

## Plataformas
Code_Aster está oficialmente disponible para Linux y FreeBSD. También se ha portado con éxito a Microsoft Windows, pero no oficialmente.